# John Barth
Pour les articles homonymes, voir Barth (homonymie).
John Simmons Barth, né le 27 mai 1930 à Cambridge dans le Maryland et mort le 2 avril 2024 à Bonita Springs (Floride), est un romancier et nouvelliste américain, réputé pour les caractéristiques postmodernes et métafictionnelles de ses œuvres.
Son travail fictionnel est parfois rapproché des univers de Vladimir Nabokov ou John Fowles, par exemple.

## Biographie
John Barth est né à Cambridge dans le Maryland. Il étudie à la Juilliard School. En 1952, il y soutient une thèse intitulée La Tunique de Nessos (The Shirt of Nessus), dont une particularité est d'être rédigée sous la forme d'un court roman (novella ou une longue nouvelle), forme que Barth affectionne par la suite.
Il est professeur dans diverses universités américaines, jusqu'à sa retraite en 1995 :
- Université de Pennsylvanie entre 1953 et 1965,
- Université de Buffalo entre 1965 et 1973,
- Université de Boston entre 1972 et 1973,
- Université Johns-Hopkins entre 1973 et 1995 où il fut professeur de création littéraire.

## Œuvres

### Fictions
- (en) The Floating Opera, 1957 : L’Opéra flottant, trad. d'Henri Robillot, Gallimard, 1968, 352 pages  (ISBN 2-0707-4753-0)
- (en) The End of the Road, 1958 : Fin de parcours, trad. de Frédéric Pergola, 1990
- (en) The Sot-Weed Factor, 1960 : Le Courtier en tabac, trad. de Claro, 2002
- (en) Giles Goat-Boy, or, The Revised New Syllabus, 1966 :  L'Enfant-bouc ou Version revue et corrigée du Nouveau Syllabus, trad. de Maurice Rambaud, 1970[3] (ISBN 2070267989 et 9782070267989)
- (en) Lost in the Funhouse: Fiction for Print, Tape, Live Voice, 1968 : Perdu dans le labyrinthe, trad. de Maurice Rambaud, 1972 (nouvelles)[4] (ISBN 2-07-0281-23-X et 978-2-07-0281-23-7)
- (en) Chimera, 1972, Chimère, trad. de Maurice Rambaud  (ISBN 2-07-029584-2 et 978-2-07-029584-5)
- (en) LETTERS, 1979
- (en) Sabbatical: A Romance, 1982 : La Croisière du Pokey, trad. de Michel Doury, 1991
- (en) The Tidewater Tales, 1987
- (en) The Last Voyage of Somebody the Sailor, 1991
- (en) Once upon a Time: A Floating Opera, 1994
- (en) On with the Story, 1996
- (en) Coming Soon!!!: A Narrative, 2001
- (en) The Book of Ten Nights and a Night: Eleven Stories, 2004
- (en) Where Three Roads Meet, 2005
- (en) The Development, 2008
- (en) Every Third Thought, 2011

### Autres
- (en) The Friday Book, 1984
- (en) Further Fridays, 1995 (1995)